# 2023 en musique classique
| \| • Retour à la chronologie générale de la musique classique • \| |
| Grèce • Rome • Haut Moyen Âge • VIIIe siècle • IXe siècle • Xe siècle • XIe siècle XIIe siècle • XIIIe siècle • XIVe siècle • XVe siècle • XVIe siècle • XVIIe siècle XVIIIe siècle • XIXe siècle • XXe siècle • XXIe siècle |
| • Retour à la chronologie générale de la musique classique • |

| Années en musique classique : 2020 - 2021 - 2022 - 2023 - 2024 - 2025 - 2026    |
| Décennies en musique classique : 1990 - 2000 - 2010 - 2020 - 2030 - 2040 - 2050 |

Cette page recense les événements qui se sont produits durant l'année 2023 en musique classique.

## Événements
- 1er janvier : concert du nouvel an de l'orchestre philharmonique de Vienne au Musikverein, sous la direction de Franz Welser-Möst.
- 16 mars : le concerto pour violoncelle Les Chants de l'aube de Thierry Escaich est créé au Gewandhaus de Leipzig.
- 14 juillet : Picture a day like this, opéra de George Benjamin, est créé au festival d'Aix-en-Provence.

### Date indéterminée
- 500e anniversaire de l'Orchestre de l'Opéra d'État de Bavière.

## Prix
- Prix Ernst-von-Siemens : George Benjamin.
- Prix Polar Music : Arvo Pärt.
- Prix Brahms : Friederike Woebcken (de).
- Médaille Bach : Chœur de l'église Saint-Thomas de Leipzig (Thomanerchor).
- Prix Bach de la ville de Hambourg : Jörg Widmann.

## Décès
- 10 janvier : José Evangelista, compositeur espagnol (° 5 août 1943).
- 17 janvier : Manana Doijachvili, pianiste géorgienne (° 5 novembre 1947).
- 20 janvier : Loïc Guguen, baryton français.
- 22 janvier : Easley Blackwood, professeur de musique, pianiste et compositeur américain (° 21 avril 1933).
- 29 janvier : Gabriel Tacchino, pianiste français (° 4 avril 1934).
- janvier : Evgueni Moguilevski, pianiste russe (° 16 septembre 1945).
- 9 février : Lewis Spratlan, compositeur américain (° 5 septembre 1940).
- 14 février : Friedrich Cerha, compositeur et chef d'orchestre autrichien (° 17 février 1926).
- 19 février : Christoph Caskel, percussionniste allemand (° 12 janvier 1932).
- 21 février : Daniel Bourquin, saxophoniste suisse (° 13 août 1945).
- 2 mars : André Siwy, violoniste  d'origine polonaise (° 6 juin 1941).
- 7 mars : Jeannine Vanier, organiste et compositrice canadienne (° 21 août 1929).
- 12 mars : Marek Kopelent, compositeur tchèque (° 28 avril 1932).
- 14 mars : Daniel Bourgue, corniste français (° 12 janvier 1937).
- 17 mars : Jacques Vandeville, hautboïste français (° 16 octobre 1930).
- 20 mars : Virginia Zeani, soprano roumaine (° 21 octobre 1925).
- 24 mars : Christopher Gunning, compositeur britannique (° 5 août 1944).
- 24 mars :  Scott Johnson, compositeur américain (° 12 mai 1952).
- 27 mars : James Bowman, contreténor britannique (° 6 novembre 1941).
- 9 avril : Valter Dešpalj, violoncelliste croate (° 5 novembre 1947).
- 14 avril : Akira Tamba, compositeur japonais (° 5 décembre 1932).
- 21 avril : Sergio Rendine, compositeur italien (° 7 septembre 1954).
- 30 avril : Thomas Stacy, hautboïste et spécialiste du cor anglais américain (° 15 août 1938).
- 3 mai : Lorenzo Saccomani, baryton italien (° 9 juin 1938).
- 4 mai :  Hélène Charnassé, musicologue française (° 1er février 1926).
- 6 mai : Menahem Pressler, pianiste allemand (° 16 décembre 1923).
- 7 mai : Grace Bumbry, mezzo-soprano américaine (° 4 janvier 1937).
- 9 mai : Günter Wewel, chanteur d’opéra allemand (° 29 novembre 1934).
- 10 mai : Gioacchino Lanza Tomasi, musicologue, directeur artistique et écrivain italien (° 11 février 1934).
- 11 mai : Marcel Lagorce, trompettiste français (° 14 juin 1932).
- 13 mai : Aleksandr Khramouchin, violoncelliste biélorusse (° 1979).
- 14 mai : Ingrid Haebler, pianiste autrichienne (° 20 juin 1929).
- 24 mai : Javier Álvarez, compositeur mexicain (° 8 mai 1956).
- 2 juin : Kaija Saariaho, compositrice finlandaise (° 14 octobre 1952).
- 11 juin :  Suna Kan, violoniste turque (° 21 octobre 1936).
- 16 juin : Peter Dickinson, compositeur et musicologue britannique (° 15 novembre 1934).
- 17 juin : Gilbert Dubuc, baryton belge (° 21 janvier 1925).
- 19 juin : Gabriele Schnaut, artiste lyrique allemande (° 24 février 1951).
- 22 juin : Alain Raës, pianiste français (° 26 mars 1947).
- 24 juin : Rachel Yakar, soprano française (° 3 mars 1936).
- 28 juin : Kenneth Riegel, ténor américain (° 19 avril 1938).
- 3 juillet : Sami Habra, musicologue britannique (° 1935).
- 4 juillet : Jenő Jandó, pianiste hongrois (° 1er février 1952).
- 6 juillet : Graham Clark, ténor britannique (° 10 novembre 1941).
- 6 juillet : Victor Pikaisen, violoniste russe (° 15 février 1933).
- 11 juillet : Yūzō Toyama, compositeur et chef d'orchestre japonais (° 10 mai 1931).
- 12 juillet : Alexis Golovine, pianiste russe (° 31 octobre 1945).
- 12 juillet : Jean Lenert, violoniste français (° 26 juin 1937).
- 12 juillet : André Watts, pianiste américain (° 20 juin 1946).
- 3 août : Zygmunt Marian Szweykowski, musicologue polonais (° 12 mai 1929).
- 5 août : Carlos Roqué Alsina, pianiste et compositeur français d’origine argentine (° 19 février 1941).
- 11 août : Rachel Laurin, organiste et compositrice canadienne (° 11 août 1961).
- 11 août : Florence Malgoire, violoniste et chef d'orchestre française (° 9 mars 1960).
- 12 août : Berit Lindholm, soprano suédoise (° 18 octobre 1934).
- 14 août : Agustín González Acilu, compositeur espagnol (° 18 février 1929).
- 15 août : Arnold Östman, chef d'orchestre suédois (° 24 décembre 1939).
- 16 août : Renata Scotto, soprano italienne (° 24 février 1934).
- 19 août : Gloria Coates, compositrice américaine (° 10 octobre 1933).
- 19 août : Wolfram Heicking, compositeur, musicologue et professeur allemand (° 19 mai 1927).
- 21 août : Mark Foster, chef d'orchestre australien installé en France (° 2 août 1957).
- 22 août : Jean-Noël von der Weid, journaliste, essayiste, critique musical et musicologue suisse (° 3 juin 1944).
- 23 août : Robert Hale, baryton américain (° 22 août 1933).
- 3 septembre :  Jacques Pottier, ténor français (° 17 août 1930).
- 5 septembre : Anatol Ugorski, pianiste d'origine russe (° 28 septembre 1942).
- 7 septembre :  Akira Nishimura, compositeur et chef d'orchestre japonais (° 8 septembre 1953).
- 7 septembre : Margherita Rinaldi, soprano italienne (° 12 janvier 1935).
- 10 septembre :  Evgueni Brajnik, pianiste russe (° 25 février 1945).
- 13 septembre : Isabelle Cazeaux, musicologue franco-américaine (° 24 février 1926).
- 15 septembre : Suzanne Sarroca, soprano française (° 21 avril 1927).
- 19 septembre : Stephen Gould, ténor américain (° 24 janvier 1962).
- 22 septembre :  Alejandro Meerapfel, baryton argentin (° 1969).
- 23 septembre : François Glorieux, pianiste, compositeur et chef d'orchestre belge (° 27 août 1932).
- 24 septembre : Félix Ayo, violoniste italien (° 1er juillet 1933).
- 25 septembre : Anneke Uittenbosch, claveciniste néerlandaise (° 11 mars 1930).
- 1er octobre : Patricia Janečková, soprano slovaque (° 18 juin 1998).
- 6 octobre : Maurice Bourgue, hautboïste, compositeur, et chef d'orchestre français (° 6 novembre 1939).
- 7 octobre : Reiner Goldberg, heldentenor allemand (° 17 octobre 1939).
- 16 octobre : Hatto Beyerle, altiste et chef d'orchestre germano-autrichien (° 20 juin 1933).
- 25 octobre : Zdeněk Mácal, chef d'orchestre tchèque (° 8 janvier 1936).
- 30 octobre : Joseph Sage, haute-contre français (° 10 juin 1935).
- 2 novembre : Iouri Temirkanov, chef d'orchestre russe (° 10 décembre 1938).
- 17 novembre :  Seóirse Bodley, compositeur et pédagogue irlandais (° 4 avril 1933).
- 17 novembre :  Claude Kahn, pianiste français (° 9 novembre 1935).
- 18 novembre : David Del Tredici, compositeur américain (° 16 mars 1937).
- 19 novembre :  Colette Maze, pianiste française (° 16 juin 1914).
- 21 novembre : Benjamin-Gunnar Cohrs, chef d'orchestre et compositeur allemand (° 21 septembre 1965).
- 26 novembre : Albert Calvayrac, trompettiste français (° 20 juillet 1934).
- 23 décembre : 
  - Hans Helm, baryton allemand (° 12 avril 1934).
  - Michael Radulescu, organiste et compositeur roumain naturalisé autrichien (° 19 juin 1943).
- 25 décembre : Jean-François Monot, compositeur et chef d'orchestre suisse (° 1949).
- 28 décembre :  Francis Dhomont, compositeur français de musique électroacoustique (° 2 novembre 1926).
- 29 décembre : Hermann Baumann, corniste allemand (° 1er août 1934).